# بي. ستانلي سيمونز
بي. ستانلي سيمونز (بالإنجليزية: B. Stanley Simmons) هو مهندس معماري أمريكي، ولد في 1872 في مقاطعة تشارلز في الولايات المتحدة، وتوفي في 1931 في واشنطن العاصمة في الولايات المتحدة.